# Swan Silvertones
The Swan Silvertones es un grupo estadounidense de música góspel que alcanzó popularidad por primera vez en las décadas de 1940 y 1950 bajo el liderazgo de Claude Jeter. Jeter formó el grupo en 1938 con el nombre de "Four Harmony Kings" mientras trabajaba como minero de carbón en Virginia Occidental. Después de mudarse a Knoxville, Tennessee y conseguir su propio programa de radio, el grupo cambió su nombre a Silvertone Singers para evitar confusiones con otro conjunto conocido como los "Four Kings of Harmony". Agregaron el nombre de Swan poco después, ya que Swan Bakeries patrocinó su programa. Su amplia exposición a través de la radio les condujo a firmar un contrato discográfico en 1946 con King Records.

## Carrera
Desde sus inicios, los Silvertones ya encarnaban una amalgama de dos estilos: la estrecha armonía de la barbería que habían presentado cuando comenzaron en Virginia Occidental y las pistas virtuosas proporcionadas por Jeter y Solomon Womack. Más tarde, el grupo perdió a Womack, pero agregó a Paul Owens en 1952 y a Louis Johnson en 1955. Claude Jeter actuó como cantante principal en "Mary Don't You Weep".
El grupo grabó para Specialty Records de 1951 a 1955, cuando se cambió a Vee-Jay Records. Grabaron un álbum con HOB Records tras el cierre de Vee-Jay en 1965, momento en el que Jeter dejó el grupo para dedicarse al ministerio. Grabaron 11 álbumes adicionales con HOB Records y 1 LP en Peacock Records en 1973 antes de firmar con Savoy Records y grabar 7 álbumes más. En 2009, una formación renovada lanzó el CD "Need More Love" a través de CD Baby.
Cuando fue entrevistado por Dick Cavett en abril de 1970, Paul Simon le dio crédito al grupo por haberle inspirado a escribir la canción "Bridge Over Troubled Water", específicamente la línea de Jeter en una canción: "I'll be a bridge over deep water if you trust in my name". "—con Simon confesando: "Supongo que lo robé". El objetivo de John Fogerty para la línea, "Rollin', rollin', rollin' on the river", en la canción "Proud Mary" era evocar armonías masculinas del evangelio, como lo ejemplifican grupos como Swan Silvertones, Sensational Nightingales y los Five Blind Boys of Mississippi . 
Los Swan Silvertones fueron incluidos en el Salón de la Fama de los Grupos Vocales en 2002.
En enero de 2011, los Swan Silvertones fueron nominados para los 10th Annual Independent Music Awards en la categoría Góspel por Need More Love.